# Hemimyzon macroptera
Hemimyzon macroptera es una especie de peces de la familia de los Balitoridae en el orden de los Cypriniformes.

## Hábitat
Es un pez de agua dulce.

## Distribución geográfica
Se encuentra en Yunnan (China).